# Turpinia
Turpinia là một chi thực vật thuộc họ Staphyleaceae, sống ngoài tự nhiên ở châu Á và bắc, nam và trung tâm của châu Phi. Chi này có các loài sau:
- Turpinia affinis
- Turpinia arguta
- Turpinia cochinchinensis
- Turpinia formosana
- Turpinia indochinensis
- Turpinia insignis
- Turpinia macrosperma
- Turpinia megaphylla
- Turpinia montana
- Turpinia occidentalis
- Turpinia ovalifolia
- Turpinia parvifoliola
- Turpinia robusta
- Turpinia simplicifolia
- Turpinia ternata
- Turpinia tricornuta